# Dschabal Qāsiyūn
Der Dschabal Qasyun (arabisch جبل قاسيون Dschabal Qāsiyūn, auch Qasiun, Kasiun, Kassioun) ist ein 1150 m hoher Berg in Syrien. Am südöstlichen Fuß des Berges, im Helbun-Tal, befindet sich die syrische Hauptstadt Damaskus. Vom Gipfel des Berges kann man die Metropole überblicken.
Der Legende nach soll am Qasyun Kain seinen Bruder Abel erschlagen haben. Den Leichnam habe er etwa 25 Kilometer nach Nordwesten auf einen Berg im Barada-Flusstal gebracht, wo sich heute  das von muslimischen Pilgern verehrte Mausoleum Abels befindet, das Qubbat an Nabī Hābīl („Grab des Propheten Abel“) genannt wird.
Der Gipfel ist Sperrgebiet und wird von der syrischen Armee benutzt. Die Untersuchung der Giftgasangriffe von Ghuta vom August 2013 durch die UNO legt nahe, dass die Giftgas-Granaten aufgrund derer ermittelten Flugbahn von diesem Berg abgeschossen wurden. Zusätzlich hält der Bericht fest, dass die beim Angriff verwendeten Waffensysteme nie bei anderen als den Regierungstruppen beobachtet wurden.

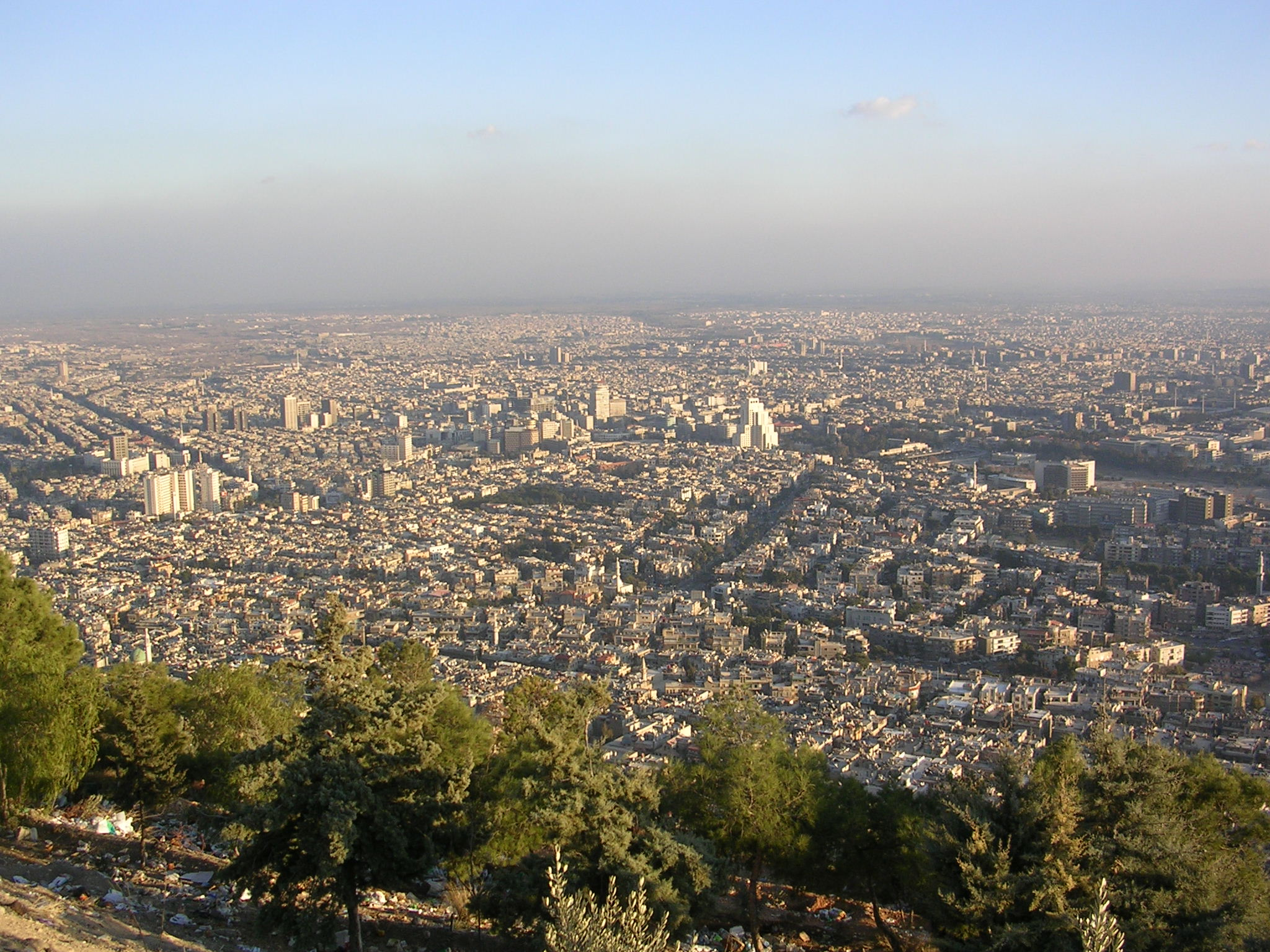
Blick vom Qāsiyūn auf Damaskus